# 卡纳维拉尔角空军基地40号航天发射台
卡纳维拉尔角空军基地40号航天发射复合体 (SLC-40)，即从前的40号发射复合体 (LC-40)是美国建于佛罗里达州梅里特岛的一个发射场。在1965年至2005年间，美国空军使用该发射台进行了55次大力神3号和4号火箭的发射。2007年4月25日，美国空军将发射场租给SpaceX用以发射猎鹰9号火箭。 截至2022年8月，已经有93枚猎鹰9号火箭从该发射复合体发射升空。该地点在2016年9月的Amos-6事件后严重受损 ，由于静态点火测试期间发生灾难性故障而导致。该综合体在2017年12月被修复并完成了CRS-13飞船发射任务。

## 发射记录
- 大力神3C号
- 大力神34D
- 商业大力神
- 大力神4号
- 猎鹰9号

## 大力神火箭发射
LC-40的首次使用是大力神3C号的首飞(1965年6月18日)，搭载和两个变轨级上面级以测试火箭性能。
该发射场承担了两次星际探测器发射：
- 火星觀察者號，1992年9月25日，任务失败
- 卡西尼－惠更斯号飞往土星，1997年10月15日

2007年末至2008年初，发射塔已被拆除，2008年4月27日，移动服务体(MSS)也通过爆破拆除。

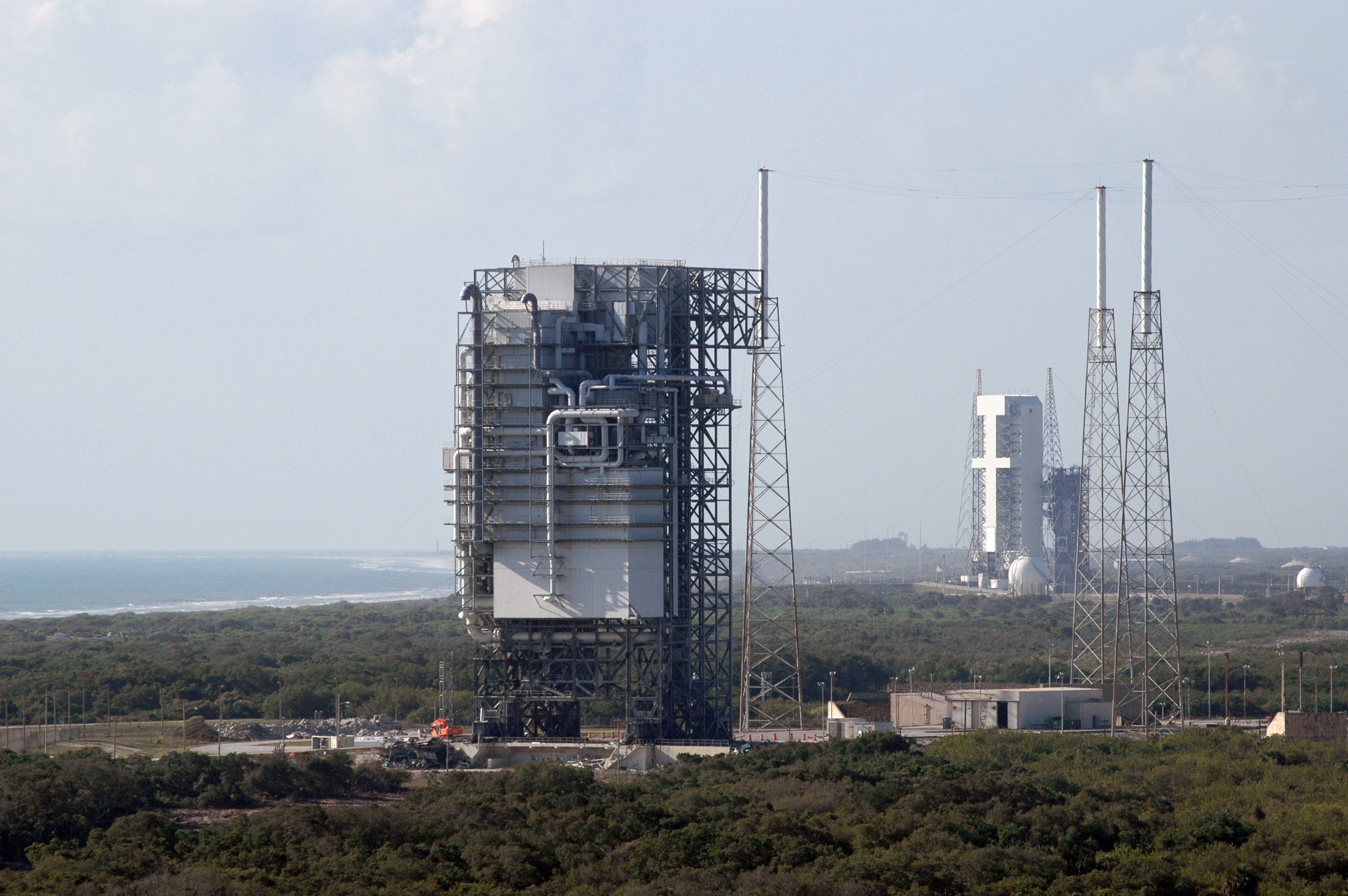
40号发射复合体的泰坦火箭移动服务塔，2007年
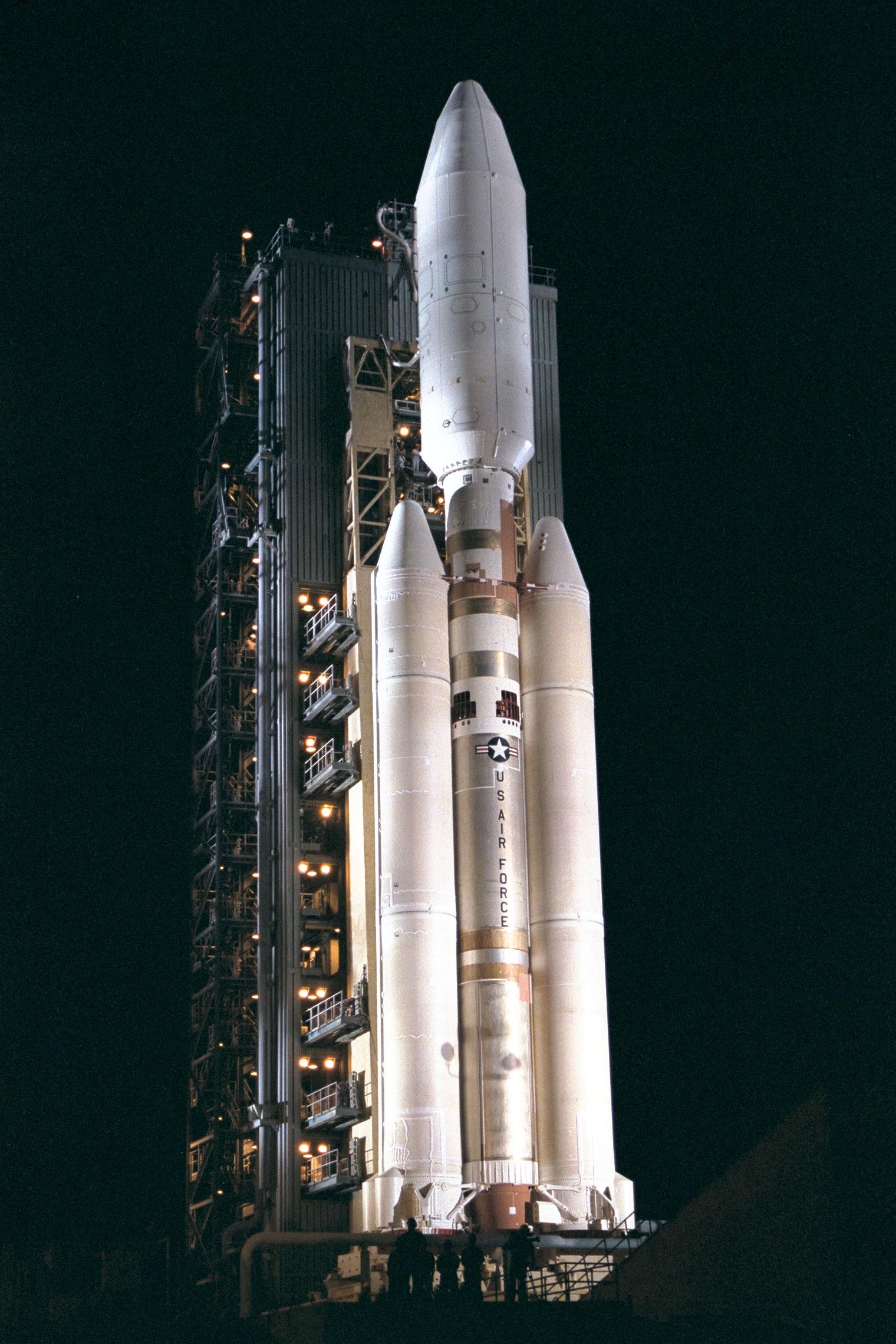
大力神4号运载卡西尼－惠更斯号，1997年
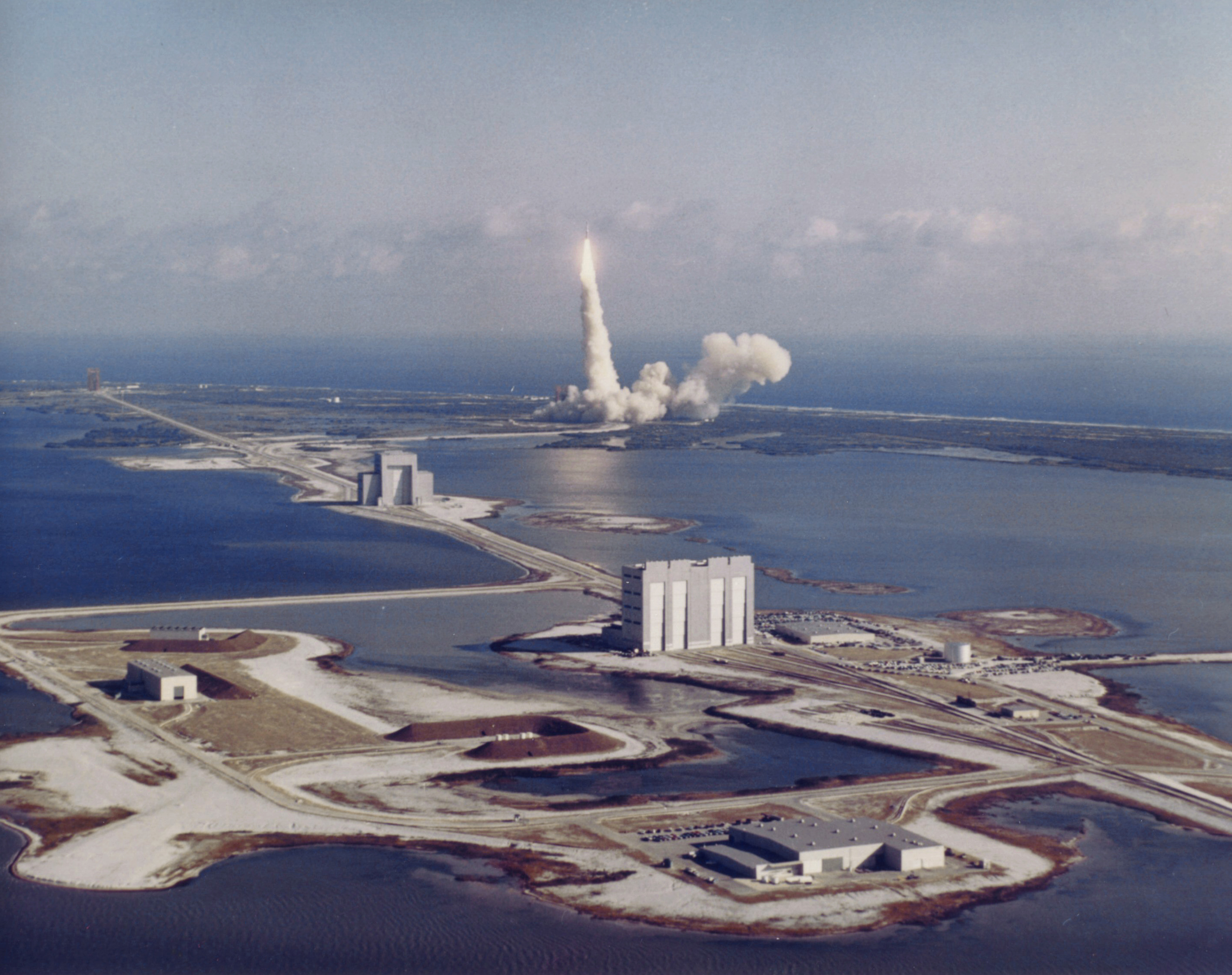
大力神3C发射双子星B

## 猎鹰火箭发射
2008年春，为支持SpaceX的猎鹰9号火箭的地面设施开始建造。改造包括安装新的液氧和煤油罐，修建停放火箭和载荷的设施。
第一枚猎鹰9号于2008年末运抵发射场，并在2009年1月10日立在发射台上。该火箭在2010年6月4日的首次发射中成功地将一个有效载荷鉴定单元送入轨道。
SLC-40还承担龙飞船发射任务, 这是一种可重复使用的自动货运飞行器，用于提供国际空间站的往返物资运输。能在航天飞机于2011年退役后接替国际空间站的货运工作。2010年12月8日，SpaceX从SLC-40成功进行了龙飞船的第一次测试发射飞行任务。2012年5月22日，SpaceX首次尝试发射飞船到国际空间站并与之对接。